# Сариасия (Сурхандарьинская область)
Сариасия (узб. Sariosiyo/Сариосиё) — городской посёлок (с 1983 года), административный центр Сариасийского района Сурхандарьинской области Узбекистана.

## Транспорт
Посёлок расположен в 8 км от одноимённой железнодорожной станции (на линии Кумкурган — Душанбе). От станции Сариасия к посёлку проведена промышленная ветка широкой колеи.

## Население
| 1989   |
| ------ |
| 11 082 |

## Галерея
- Горы в Сариасийском районе
- Гранатовые террасы в селе Дашнобод